# Пропагандни филм
Пропагандни филм представља посебну врсту филмског израза, односно жанра, који га јасно разликује од осталих филмских жанрова, без обзира што се и у не-пропагандним филмовима, (играним, документарним, образовним, итд.), често може уочити добро или лоше прикривена пропагандна намера, или пропагандни ефекат, чак и ако филмови нису направљени у неку очигледну пропагандну сврху.
Овде се, дакле, под појмом пропагандни филм пре свега мисли на филмове који су направљени искључиво за пропагандне сврхе, и који то отворено приказују својој публици.

## Однос филма и пропаганде
У време пре појаве телевизије, као и других, пре свега електронских аудио-визуелних изражајних средстсава, пропагандни филм је био изузетно важно средство комуникације и једно од најмоћнијих средстава пропаганде прошлог века.
Имајући у виду да је, поред књига или дневне штампе, филм представљао средство комуникације које је имало могућност пасивне, једносмерне масовне комуникације, његове предности као моћног пропагандног средства издашно су коришћене широм света, нарочито у сврхе политичке пропаганде.
Највећа снага пропагандног филма била је у томе што је поседовао веома убедљиву визуелну и аудио компоненту у свом изражавању, која је пружала снажну илузију „документарне“ веродостојности и чињеничне убедљивости материјала који су били предмет приказивања. За разлику од других масовних медија (литература, штампа, радио), праћење филмске радње не захтева посебан ниво образовања, интелигенције или познавање изворног језика, што га чини јединственим у свету средстава пропаганде и комуникације уопште.
Осим тога, његова особина да се у непромењеном облику могао приказивати огромној популацији биоскопских гледалаца широм планете, и то у готово истом тренутку, обезбеђивала је једнобразни трансфер жељених порука различитим популацијама гледалаца. Ова особина филмског медија је на тај начин осигуравала висок степен веродостојности емитованих порука и тиме успевала да постигне велику пропагандну ефикасност, што је и најзначајнија особина сваке пропагандне делатности.

## Основна дефиниција
Теоретичари пропаганде и филма најчешће дефинишу филмску пропаганду као „свако дугорочно саопштење, дакле и филм, помоћу кога се може утицати на вредносне ставове и облике понашања људи.(1)
Овај утицај се, по правилу, не остварује директно, већ посредно: код гледалаца се настоји уз помоћ пропагандног филма створити, или подржати, вредносна пристрасност према датом производу, странки, личности, институцији, акцији, програму, идеолошком систему, подразумевајући да ће та вредносна пристрасност условити одређени тип делатних опредељења у специфично-изборној делатној ситуацији“.(2)
Поред отворено пропагандних филмова, који поседују себи својстевну структуру и начин излагања, која их недвосмислено дефинише као пропагандне филмове, и „обични филмови“ било којег жанра могу у себи поседовати прикривене пропагандне поруке, што их може дефинисати као филмове који исказују пропагандну намеру, или теже пропагандним ефектима.

## Облици и врсте
У групу филмова, који се дефинишу као стандардни пропагандни филмови, а који не крију своју „отворену“ пропагандну намеру, обично спадају разне врсте документарних, наменских или рекламних филмова, као и филмске новости и све врсте филмова који имају за циљ неку врсту инструктаже, обуке или извештавања наглашено информативног типа.
За разлику од класичних играних филмова, без обзира да ли имају мање или више прикривене пропагандне намере, ови јасно дефинисани пропагандни филмови поседују специфичну филмску структуру, са себи својственим метафилмским сигналима. Ови сигнали дефинисани су као препознатљиви обрасци, или делови структуре филма, који чине да пропагандни филмови исказују отворену пропагандну намеру, имају свој посебан тип излагања, обично су вредносно директнији од других филмова, имају јасно наглашене ставове и карактеристичну црту појачане реторичности. 
Подела на поджанрове пропагандног филма се врши према врсти пропагандне технике и форми излагања. Такође, подела се врши и према предмету и садржају излагања (маркетинг, образовање, екологија и сл).

## Историјски концепт
На стварању пропагандног филма, највећи утицај извршио је документарни филм, за кога се може рећи да је представљао основни модел за производњу пропагандног филма. 
Поред тога, у смислу развоја пропагандног филма као самосталног филмског жанра, велику улогу одиграо је и екпреиментални документарни и играни филм, пре свега руска и француска школа филмске уметности, настала двадесетих година прошлог века, и аутори као што су Сергеј Ејзејнштајн, Вертов, Пудовкин, Жан Кокто и други. 
Иако у, историјском или научном смислу, пропагандни филм никада није имао статус признатог самосталног филмског жанра, постојала је читава група документарних и играних филмова који су произведени искључиво у пропагандне сврхе, у мање или више отвореном облику. 
Тек се за понеке од тих филмова, као што је рецимо “Тријумф воље”, Лени Рифенштал, или “Оклопњача Потемкин”, Сергеја Ајзенштајна, може срести израз “пропагандни филм”, а и тада обично у широком контексту употребе филма у пропагандне сврхе, када се филм третира као средство пропаганде, док се о његовим чисто филмским одредницама у смислу жанра, филмског језика, или чисто кинематографских особина много мање говори.

## Пропаганда и играни филм
Најчешћи облици, односно жанрови у играном филму, који су се користили у пропагандне сврхе, јесу ратни филм и историјске драме. Ови жанрови су, поред акционе компоненте, били изузетно погодни за пропагандну експлоатацију, јер су због згодних тематских садржаја били погодни да се смештају у различите идеолошке и патриотске оквире. 
Такође, путем буђења патриотских осећаја и других сличних стереотипа, брзо су изазивали емоционалне реакције код публике, што је основни предуслов ефикасног деловања пропаганде у слању одговарајућих порука и покретања публике на одговарајућу акцију, усвајање или промену ставова. Овакви филмови су брзо стварали хероје, или експлоатисали кредибилитете познатих историјских личности, што је такође утицало на олакшано прихватање пропагандних порука од стране гледалаца.
Осим ових жанрова, вероватно да је највише екплоатисан жанр играног филма у пропагандне сврхе био један посебан свет покретних слика и филмова о освајањима, храбрости и патриотизму: филм о ратовању или - ратни филм. Наиме, ова филмска врста готово да је идеална форма за деловање пропаганде, јер у себи садржи изванредну комбинацију елемената потребних за ефикасно пропагандно деловање. По свом тематском садржају, ратни филм се бави одлучујућим догађајима у историјској судбини појединца или државе.
Поред тога, индустрија филмске забаве и велики продуцентски студији (Холивуд и сл.), представљају моћан резервоар проапганде на филму, јер је познато да „кроз забаву и разбибгригу филмска публика много лакше усваја пропагандне поруке и концепте, него што је то случај са другим филмским жанровима“.(3) Овде се готово увек ради о прикривеним пропагандним филмовима чија ефикасност готово увек надмашује отворено пропагандне филмове.

## Одабрана филмографија
У одабраној филмографији приказани су неки од најпознатијих представника пропагандног филма, који су и најчешће навођени у литератури и анализама филма као пропагандног средства.
- „Тријумф воље“ (Triumph des Willens), р. Лени Рифенштал, Немачка 1935, црно-бело, документарни, тр.114 мин.
- „Октобар“ (Октябрь), р. Сергеј Ајзенштајн, СССР 1927, црно-бело, документарни, тр.142, мин.
- „Роки 4" (Rocky IV), р. Силвестер Сталоне, САД 1985, 4 наставак серијала „Роки“, акциони, тр. 90 мин.
- „Зашто се боримо“ (Why We Fight), р. Френк Капра, УСА 1939/45. серијал од 7 дугометражних документарних пропагандних филмова.
- „Вечни Јеврејин“ (Der ewige Jude), р. Фриц Хиплер, Немачка 1940, црно-бело, документарни, тр.62 мин.
- „Права слава“ (The True Glory), р. Гарсон Канин, УСА 1945, документарни ратни, тр.87 мин.